# Techiman

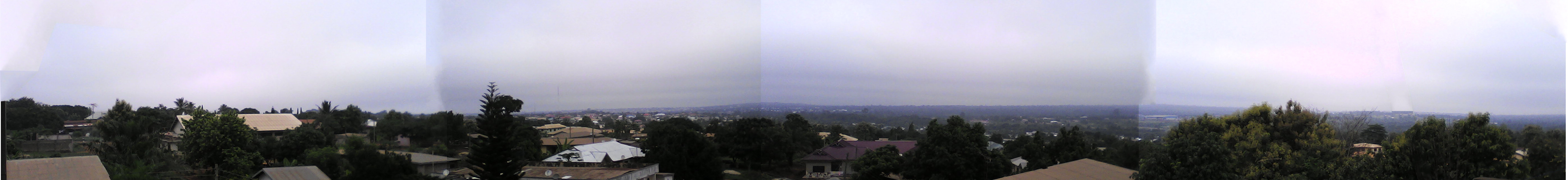
Utsikt över Techiman

Techiman är en ort i västra Ghana. Den är huvudort för distriktet Techiman, och folkmängden uppgick till 67 241 invånare vid folkräkningen 2010. Många omgivande samhällen har växt ihop med Techiman, och hela storstadsområdet har över 100 000 invånare.